# Vợ, người yêu, người tình
Vợ, người yêu, người tình (tựa gốc: The Other Woman) là một phim hài của Mỹ năm 2014 do Nick Cassavetes đạo diễn và Melissa Stack viết kịch bản. Phim có sự tham gia của Cameron Diaz, Leslie Mann và Kate Upton. Nikolaj Coster-Waldau, Nicki Minaj và Taylor Kinney là những người đảm nhận vai phụ. Phim kể về ba người phụ nữ là Carly (Diaz), Kate (Mann) và Amber (Upton) cùng theo đuổi tình yêu với một người đàn ông, Mark (Coster-Waldau). Sau khi phát hiện yêu cùng một người, bộ ba lên kế hoạch để trả thù Mark